# گمینا پلشو
گمینا پلشو (به لهستانی:  Gmina Pleszew) یک گمینا در لهستان است که در شهرستان پلشف واقع شده‌است. گمینا پلشو ۱۸۰٫۱۵ کیلومتر مربع مساحت و ۲۹٬۷۹۰ نفر جمعیت دارد.